# Jezus Kristus
Jezus Kristus (v stari slovenski ljudski različici Jezuš Kristuš, iz hebrejsko יהושע [Yĕhošūa‘] in grško Χριστός ([Hristós] v pomenu Maziljeni), tudi Jezus iz Nazareta ali Jezus Nazarečan, v krščanstvu osrednja osebnost, Božji sin, odrešenik in mesija, v islamu prerok, * ok. 4 pr. n. št., Betlehem, Judeja, † leta 30 ali 33.
Večina sodobnih poznavalcev antike se strinja, da je Jezus dejansko obstajal in da je bil judovski rabin iz Galileje, ki je ustno razširjal svoj nauk. Krstil ga je Janez Krstnik. Križan je bil v Jeruzalemu po ukazu rimskega prefekta Poncija Pilata. Učenjaki so osnovali več portretov zgodovinskega Jezusa, ki ga pogosto prikazujejo kot nosilca ene od naslednjih vlog: voditelj apokaliptičnega gibanja, mesija, karizmatični zdravilec, čudodelec, modrec in filozof ali družbeni reformator, ki se je zavzemal za enakost vseh ljudi. Primerjali so novozavezne zapise z nekrščanskimi zgodovinskimi zapisi, da bi sestavili kronologijo Jezusovega življenja. Najširše uporabljena koledarska doba, v kateri je trenutno leto 2025 (okrajšano kot Anno Domini (n. št.), temelji na srednjeveški oceni leta Jezusovega rojstva.
Kristjani verujejo, da je Jezus v svetu edinstvenega pomena. Krščanska doktrina vključuje tudi verovanje, da je bil Jezus spočet od Svetega Duha, rojen Devici, da je delal čudeže, ustanovil krščansko Cerkev, umrl na križu kot daritev v spravo za grehe, vstal od mrtvih in šel v nebesa, od koder se bo vrnil ob koncu časov. Velik del krščanstva časti Jezusa kot utelešenega Božjega sina, drugo od treh oseb Svete Trojice. Nekaj krščanskih skupnosti zavrača božjo troedinost (trinitaričnost), deloma ali v celoti, kot neskripturalno.
Islam Jezusa (navadno prečrkovanega kot Isa) dojema kot pomembnega preroka in mesijo. Za muslimane je Jezus prinašalec prerokb in sporočevalec ter otrok deviškega rojstva, vendar ne božjega, niti ni umrl zaradi križanja. Večina Judov (z izjemo mesijanskih) zavrača verovanje, da je Jezus pričakovani Mesija, saj ni izpolnil mesijanskih prerokb iz Tanaka.

## Jezusov življenjepis
Jezusa je rodila Marija, žena tesarja Jožefa iz Nazareta, ki ga je brezmadežno spočela. Tradicionalno se navaja za datum rojstva 25. december (božič) leta 1.
Jožef in Marija sta sicer stanovala v Nazaretu v Galileji, a Sveto pismo navaja, da sta morala zaradi popisa prebivalstva v Betlehem in tam se je rodil Jezus (glej: Jezusovo rojstvo). Pozneje se je družina vrnila v Nazaret - Jezusa so sodobniki imenovali Jezus iz Nazareta. 
O Jezusovem otroštvu je malo znanega. Ker je odraščal v judovski družini, pa lahko sklepamo na nekaj dejstev. Osmi dan po rojstvu je bil Jezus zagotovo obrezan, saj je ta dogodek za judovskega dečka zelo pomemben. Dogodek je opisan tudi v Svetem pismu (Lk 2,21). Spomin na ta dogodek praznuje Cerkev 1. januarja kot praznik Jezusovega obrezovanja.
Pozneje je bil Jezus gotovo deležen normalne judovske verske vzgoje: naučil se je brati, pisati in govoriti v hebrejščini, ki je bila uradni jezik judaizma (Jezusov materni jezik je bila aramejščina). Sveto pismo navaja, da je imel Jezus štiri brate (Jakoba, Jozeja (Jožefa), Juda in Simona) in nedoločeno število sester (glej Mr 6,3). Mnenja različnih krščanskih skupnosti so glede tega deljena. Rimskokatoliška cerkev pravi, da so bili to bratranci in sestrične (uporaba izrazov "brat" in "sestra" v širšem smislu). Pravoslavna Cerkev trdi, da so bili to Jožefovi otroci iz prejšnjega zakona (Jožef naj bi bil ob poroki z Marijo vdovec). Protestantske Cerkve po navadi razumejo Sveto pismo dobesedno in zato trdijo, da so bili to dejansko otroci Marije in Jožefa in torej Jezusovi pravi mlajši bratje in sestre.
V času med svojim 20 in 30 letom je Jezus verjetno preživel nekaj časa v asketski verski skupnosti, vendar so zgodovinski viri tudi v tem primeru skopi. (Sveto pismo navaja, da ga je Duh odvedel v puščavo - Mt 4,1). Nekateri zgodovinarji trdijo, da se je Jezus pridružil esenom, saj se v njegovem nauku pozna esenski vpliv. Tudi če je to res, je Jezus pozneje zapustil esensko skupnost in izoblikoval svoj nauk, ki se v nekaterih točkah močno razlikuje od esenskega. Morda pa se je pridružil skupini, ki jo je vodil Janez Krstnik (srečanje Jezusa z Janezom Krstnikom je opisano v Svetem pismu, Janez je Jezusa tudi krstil - Mt 3,13).
Ko je bil star okoli 30 let, je Jezus začel z javnim delovanjem. Zbral je skupino učencev, z njimi potoval od kraja do kraja in razlagal svoj nauk vsem, ki so bili pripravljeni prisluhniti. Ozdravljal je bolnike in delal čudeže. Njegovi govori so bili preprosti in lahko razumljivi navadnim ljudem. Pogosto je govoril v prispodobah (prilikah). 
Njegov nauk pa ni bil po volji oblastem in premožnejšemu sloju prebivalstva, zato so se ga sklenili znebiti. Tik pred praznikom pashe, po zadnji večerji, je izdajalec Juda Iškarijot odpeljal k Jezusu vojake, ki so ga aretirali. Potem sta ga zasliševala Herod Antipa in Poncij Pilat. Pilat je dal Jezusa najprej bičati, potem pa ga je v soglasju z judovskimi voditelji obsodil na smrt s križanjem, češ da je pripravljal upor proti rimskim oblastem in da se je imel za judovskega kralja. Jezusa so odvedli na Golgoto, kjer so ga križali (glej tudi članek: Jezusovo trpljenje). Še isti dan je tudi umrl na križu - to je bilo v petek pred judovsko pasho, na 14. dan meseca nisana po judovskem koledarju. (Danes ne moremo več stoodstotno zanesljivo rekonstruirati ustreznega datuma po našem koledarju, kot en od najverjetnejših datumov pa se pojavlja 7. april leta 30.)
Po pričevanju učencev je Jezus tretji dan po smrti (v nedeljo) vstal od mrtvih, še 40 dni poučeval učence, potem pa odšel v nebesa (glej tudi: Jezusovo vstajenje).

## Zgodovinski Jezus
Datum rojstva zgodovinskega Jezusa je med 7 in 2 letom pr. n. št. Ob uvedbi našega načina štetja let je bil začetek štetja izbran tako, da je bilo leto, ko se je Jezus rodil, prvo leto našega štetja (leto 1), vendar datacija ni bila točna, Jezus se je po vsej verjetnosti rodil nekaj let prej.

## Kronološka razvrstitev
Najnatančnejši zapis o Jezusovem rojstvu vsebuje Evangelij po Mateju (verjetno napisan med 85 in 90 n. št.), in Evangelij po Luku (verjetno napisan med 65 in 100 n. št.). O podrobnostih Jezusovega rojstva se strokovnjaki še niso uskladili in le malo jih trdi, da natančno poznajo leto ali datum njegovega rojstva ali smrti.
Pripoved o Jezusovem rojstvu v novozaveznih Evangeliju po Mateju in Evangeliju po Luku ne omenja datuma ali leta Jezusovega rojstva. V zahodnem krščanstvu ga tradicionalno praznujejo 25. decembra (v liturgičnem obdobju adventa), ta datum pa lahko med rimokatoličani prvič zasledimo leta 330. Pred tem so Jezusovo rojstvo v splošnem praznovali 6. januarja kot del praznika Gospodovega razglašenja, poznan tudi kot teofanija ali epifanija, pri katerem se niso spominjali le Jezusovega rojstva, temveč tudi njegovega krsta v reki Jordan, ki ga je opravil Janez Krstnik in morda tudi drugih dogodkov v Jezusovem življenju. (V vzhodnem krščanstvu danes mnogi praznujejo božič 7. januarja, saj še vedno uporabljajo julijanski koledar, po katerem 25. december ustreza 7. januarju po gregorijanskem koledarju). Nekateri strokovnjaki menijo, da Lukov opis dejavnosti pastirjev v času Jezusovega rojstva kaže na pomlad ali poletje. Nekateri strokovnjaki menijo, da 25. december izvira iz krščanskega nasprotovanja ali asimilaciji kulta nepremaganega sonca (Sol Invictus), ki so ga v tretjem stoletju z namenom uveljaviti novo cesarsko religijo promovirali rimski cesarji. Papež Benedikt XVI. tej teoriji nasprotuje z argumentom, da je bil 25. december določen preprosto tako, da so od 25. marca, domnevnega dne Jezusovega spočetja, odšteli devet mesecev (Praznik Marijinega oznanjenja).
Datum Jezusovega rojstva je težko določljiv, saj po 1900 letih, odkar so bili napisani evangeliji, nekateri viri niso več na razpolago. Na osnovi luninega mrka, ki ga je nemalo pred smrtjo Heroda Velikega (omenjen v Matejevem poročilu) zabeležil zgodovinar iz prvega stoletja Jožef, in današnjega boljšega poznavanja nasledstva rimskih cesarjev pa bi se Jezus rodil pred letom 3 pr. n. št.
Tako Evangelij po Luku kot tudi Evangelij po Mateju postavljata Jezusovo rojstvo v čas vladanja Heroda Velikega. Luka navaja, da se je Jezus rodil v času, ko je bil rimski guverner Kvirinij, in je potekalo prvo štetje prebivalstva rimskih provinc v Siriji in Judeji. Jožef postavlja Kvirinijev guvernat in štetje v leto 6 n. št. (na katerega se Luka sklicuje v Acts 5,37), dolgo po smrti Heroda Velikega leta 4 pr. n. št. Tako se je debata osredotočila na to, ali je mogoče vire uskladiti s predpostavko zgodnejšega guvernata Kvirinija v Siriji oz. ali je štetje potekalo prej in če ne, kateri vir je netočen.
Nejasen je tudi datum Jezusove smrti. Evangelij po Janezu postavlja križanje neposredno pred praznik opresnikov na petek 14. dne v mesecu nisanu (imenovan kvartodeciman), sinoptični evangeliji pa opisujejo Jezusovo zadnjo večerjo kot obrok pashe (glej Mr 14,12) na petek 15. nisana. Nekateri strokovnjaki vendarle menijo, da je sinoptično poročilo skladno z Janezovo pripovedjo. Izračun datuma še bolj zaplete to, da so Judje sledili lunisolarnemu koledarju, po katerem so datumi lunine faze. Po knjigi A Marginal Jew John P. Meierja , ki upošteva prokuratorstvo Poncija Pilata in datume pashe v teh letih, je Jezus najverjetneje umrl 7. aprila 30 n. št. ali 3. aprila 33 n. št..

## Jezusov nauk
Bistveni elementi Jezusovega nauka so ljubezen, strpnost in odpuščanje.
Na vprašanje, katera je največja zapoved, je odgovoril: "Ljubi Gospoda, svojega Boga, z vsem srcem in z vso dušo in z vsem 
mišljenjem. To je največja in prva zapoved. Druga pa je njej enaka: Ljubi svojega bližnjega kakor sam sebe." (Mt 22,37)
Kot merilo, kaj je dobro in kaj ne, je predlagal zlato pravilo: "Vse, kar želite, da bi ljudje vam storili, storite 
tudi vi njim." (Mt 7,13)
Pred smrtjo je zapovedal učencem: "To je moja zapoved, da ljubite drug drugega, kakor sem vas ljubil jaz. Nihče nima večje 
ljubezni, kakor je ta, da kdo da življenje za svoje prijatelje." (Jn 15,12)
Jezus predlaga celo ljubezen do sovražnikov, saj: "Če ljubite samo tiste, ki vas ljubijo, kakšno priznanje vam gre? Saj tudi grešniki ljubijo tiste, ki nje ljubijo." (Lk 6,27-36)
Vendar pa ta ljubezen ne pomeni, da je treba tolerirati vse, kar ljudje počnejo. Ljubiti je treba človeka kot osebo, tudi če ne odobravamo njegovih dejanj. Jezus je nastopil precej ostro proti pokvarjenosti, izkoriščevalstvu, hinavščini in drugim podobnim pojavom, ki človeštvo spremljajo že od začetka. Tako na primer opominja farizeje, ki navidezno izpolnjujejo zapovedi, nimajo pa ljubezni do sočloveka: "Gorje vam, farizeji, ker imate radi prve sedeže v shodnicah, ... Gorje vam, učitelji postave, ker nalagate ljudem neznosna bremena, sami pa se teh bremen niti s prstom ne dotaknete, ... Gorje vam, učitelji postave, ker ste vzeli ključ spoznanja. Sami niste vstopili, a tistim, ki so hoteli vstopiti, ste to prepovedali,..." (Lk 11,37-54)
S takimi trditvami je izzval jezo med premožnejšimi in vplivnejšimi sloji, kar je pripeljalo do njegove aretacije in usmrtitve.

## Nauk krščanske Cerkve o Jezusu
Kmalu po Jezusovi smrti so se začeli njegovi učenci spraševati, kdo pravzaprav je bil Jezus in kakšen smisel je imelo njegovo življenje in delovanje. Prve krščanske skupnosti so izoblikovale nekaj prepričanj, ki so danes temelj krščanske vere. Naslednja prepričanja so skupna za Rimskokatoliško Cerkev - Katekizem, Pravoslavne Cerkve in (v glavnem) tudi za vse večje protestantske skupnosti:
1. Jezus je Božji Maziljenec (hebrejsko Mesija), katerega prihod so napovedovali starozavezni preroki. Grška oblika tega naziva je Χριστός [Hristos, Christos], latinizirano Christus, poslovenjeno Kristus. Ta naziv se je Jezusa tako prijel, da ga mnogi štejejo za Jezusov priimek.
2. Jezus je Božji sin. To pomeni, da eksistira že od začetka časa in da ga Bog Oče ni ustvaril tako, kot je ustvaril materialni svet. Jezus je najprej eksistiral samo v duhovni obliki, potem pa se je utelesil v Marijinem telesu in postal telesno človek.
3. Jezus je pravi Bog in pravi človek. To pomeni, da ima Jezus dvojno naravo: človeško in božjo. Kot človek je enak ostalim ljudem v vsem razen v grehu. Kot Bog pa se imenuje tudi Bog Sin in je istega bistva z Bogom Očetom in z Bogom Svetim Duhom, s katerima skupaj sestavlja Sveto Trojico - enega Boga v treh osebah.
4. Jezus je postavil zakramente, po katerih Bog deli ljudem svojo milost. Za najpomembnejši zakrament šteje evharistija, ki jo je Jezus ustanovil pri zadnji večerji, preden je bil izdan. Pomen tega zakramenta si v različnih Cerkvah nekoliko različno razlagajo.
5. Jezus je s svojim trpljenjem in smrtjo na križu odrešil svet. Po njem imamo tudi mi (navadni ljudje) možnost, da po smrti dosežemo vstajenje in novo življenje.

## Muslimanski pogled na Jezusa
Ker je islam nastal približno 600 let kasneje kot krščanstvo, je prerok Mohamed krščanstvo seveda poznal. Zato nas ne sme presenetiti, da je v Koranu Jezus omenjen kot »Jezus sin Marije« (arabsko عيسى بن مريم (Isa ibn Marjam)). V islamu Jezus šteje za rasula, preroka, ki ga je poslal Bog. Podobno kot starozavezni preroki Noe (arabsko Nuh), Abraham (arabsko Ibrahim) in Mojzes (arabsko Musa), nikakor pa mu ne pripisujejo nikakršnih božjih lastnosti. Koran navaja 25 imen prerokov, v celoti pa naj bi bilo na Zemljo poslanih 124.000 prerokov. Koran jih kot rasule imenuje pet: Ismail (Ismael), Daud (David), Isa (Jezus Kristus) in Mohamed. Po Koranu pa se jih je razodelo še več.

### Izvor arabskega imena
Poslovenjeno ime Jezus izhaja iz latinskega imena Iēsus, ki izhaja iz grškega Ἰησοῦς (Iēsoûs). Koransko ime 'Isa je bilo za zahodne strokovnjake uganka in predlagali so več teorij. Ena od njih pravi, da sta se 'j-š', hebrejska soglasnika za Ješua, zamenjala v 's-j', arabska soglasnika za `Īsā. Druga teorija glede na Enciklopedijo Korana je, da so Judje imenovali Jezusa »Esau« (hebrejsko עֵשָׂו (Ezav, Esav)) zaradi sovraštva. Mohamed je zvedel za Jezusovo ime prek njih, ne da bi uvidel, da gre za žaljivko. V prid temu je tudi to, da se arabsko Esau zapiše kot `Isu, kar se je privzelo kot `Īsā. Temu nasprotuje pomanjkanje virov, ki bi potrdili da so Judje sploh kdaj imenovali Jezusa Esau. Alah je kritiziral Jude, da so sramotili Jezusovo mati, in kristjani, ki so poznali Mohameda, so ga popravili, ker je bila to judovska žaljivka za Jezusa.
Tretja teorija je, da se v Koranu pojavlja ime `Īsā namenoma, ki ga naj bi enačilo z Muso (Mojzesom), saj so ju včasih enačili. Ta podobnost se pojavlja v sodobnih jezikih kot sta slovaščina (Ježiš - Mojžiš) ali češčina (Ježíš - Mojžíš). Drugi primeri sozvočnih parov so: Ṭālūt-Ḏj̲ālūt (Saul in Goljat), Yād̲j̲ūdj-Mād̲j̲ūd̲j̲ (Gog in Magog) ipd. Po četrti teoriji so kristjani v arabskem svetu skovali ime `Īsā iz sirskih oblik Ješu ali Išu. Arabske besede, ki so izposojenke iz aramejščine ali sirščine, velikokrat uporabljajo črko ʿajin (ع). Manihejski odlomki podajajo dokaz, da se je opustilo končni 'ajin pri izposojenih hebrejskih izrazih. Ne obstaja pa dokaz, da se je ime `Īsā uporabljalo v predislamskem času. V Siriji je na primer samostan iz leta 571, znan po imenu Īsānija.

## Zgodovinskost
Velika večina učenjakov se strinja, da je Jezus zares obstajal in poučeval v Galileji, da je bil krščen in križan, a o njegovem celotnem življenjepisu še vedno ni konsenza.

## Umetniške upodobitve
Nekatere najzgodnejše upodobitve Jezusa v cerkvi Dura-Europos so trdno datirane pred letom 256. Nato se je kljub pomanjkanju svetopisemskih omemb ali zgodovinskih zapisov v zadnjih dveh tisočletjih pojavila široka paleta upodobitev Jezusa, na katere so pogosto vplivala kulturna okolja, politične okoliščine in teološki konteksti. Tako kot v drugi zgodnjekrščanski umetnosti, najzgodnejše upodobitve segajo v pozno 2. ali zgodnje 3. stoletje, ohranjene podobe pa najdemo zlasti v rimskih katakombah.
Upodobitev Kristusa v slikovni obliki je bila v zgodnji Cerkvi zelo sporna. Od 5. stoletja dalje so v vzhodni Cerkvi postale priljubljene ploščate poslikane ikone. Bizantinski ikonoklazem je deloval kot ovira za razvoj na Vzhodu, toda do 9. stoletja je bila umetnost spet dovoljena. Protestantska reformacija je prinesla ponoven odpor do podob, vendar je bila popolna prepoved netipična, protestantski ugovori proti podobam pa so se od 16. stoletja zmanjšali. Čeprav se velikih podob na splošno izogibajo, malo protestantov zdaj nasprotuje knjižnim ilustracijam, ki prikazujejo Jezusa. Uporabo upodobitev Jezusa zagovarjajo voditelji veroizpovedi, kot so anglikanci in katoličani in je ključni element vzhodne pravoslavne tradicije.
Preobrazba je bila glavna tema vzhodnokrščanske umetnosti in vsak vzhodno pravoslavni menih, ki se je izučil v ikonografstvu, je moral dokazati svojo obrt tako, da je naslikal ikono, ki jo je upodabljala.  Ikone prejmejo zunanje znake čaščenja, kot so poljubi in prostracija, in veljajo za močne kanale božje milosti. Renesansa je rodila številne umetnike, ki so se osredotočali na upodobitve Jezusa; Fra Angelico in drugi so sledili Giottu pri sistematičnem razvoju nenatrpanih podob.
Pred protestantsko reformacijo je bilo razpelo običajno v zahodnem krščanstvu. Gre za model križa s križanim Jezusom. Razpelo je postalo osrednji okras oltarja v 13. stoletju, uporaba, ki je bila od takrat skoraj univerzalna v rimskokatoliških cerkvah.
Jezus se kot dojenček pojavlja v jaslih (krmilnici) v božičnih jaslih, ki prikazujejo prizor Rojstvo. Običajno se mu pridružijo Marija, Jožef, živali, pastirji, angeli in Trije kralji. Frančišek Asiški (1181/82–1226) je zaslužen za popularizacijo Rojstva, čeprav verjetno ni on njihov začetnik. Rojstvo je doseglo vrhunec priljubljenosti v 17. in 18. stoletju v južni Evropi.